# San ge heshang
San ge heshang (xinès simplificat: 三个和尚, pinyin: Sān gè héshàng, literalment 'Tres monjos') és un curtmetratge d'animació xinés produït pel Shanghai Animation Film Studio (SAFS) i dirigit per A Da. Després del final de la Revolució Cultural el 1976, la pel·lícula va ser una de les primeres animacions creades com a part del període del renaixement de l'estudi. Va guanyar l'Ós de Plata al millor curtmetratge al 32 Festival Internacional de Cinema de Berlín.

## Trama
Un jove monjo budista viu una vida senzilla al temple d'un turó. Té la tasca diària de transportar dos poals d'aigua al turó amb un pal. Un dia arriba un monjo prim. El jove monjo intenta compartir la faena amb el frare prim, però el pal de transport només és prou llarg per a un poal. Per tant, decideixen portar un únic poal al centre del pal, junts. Tanmateix, quan travessen el turó, el poal es desplaça d'un extrem a un altre, provocant una distribució desigual del pes; això dóna lloc a una discussió entre tots dos. El problema es resol quan els dos monjos mesuren el centre exacte del pal i mantenen el poal en posició. Uns dies després, un monjo gros se'ls uneix. El monjo gros beu tota l'aigua en arribar i se li diu que vaja a buscar més aigua ell mateix. El monjo gros trau més aigua, però una vegada més se la beu tota. En aquell punt, tothom espera que els altres s'encarreguen de la tasca i, en conseqüència, ningú va a buscar aigua tot i que tinguen set. Una nit, una rata tomba un canelobre, provocant un incendi devastador al temple. Els tres monjos desesperats finalment s'uneixen i fan un esforç concertat per apagar el foc. Al final de la prova, reconeixen la importància de la unitat i comencen a viure una vida harmònica. Els tres monjos creen un sistema de politges per agafar aigua amb facilitat, alhora que garanteixen que el temple mai més li falte aigua.

## Producció
El director de la pel·lícula, A Da, va tindre la idea de San ge heshang l'any 1978, després d'escoltar una conversa en una festa que implicava l'antic proverbi xinés: "Un monjo s'endurà dos poals d'aigua, dos monjos compartiran la càrrega, però afegiran un tercer, i ningú voldrà anar a buscar aigua". Se li va recordar que aquell fenomen continuava predominant en els temps moderns, i seria un tema interessant per a l'animació. A Da va transmetre les seues idees al guionista Bao Lei, que va idear un guió sense diàlegs, però amb un rerefons humorístic i va posar èmfasi en les accions del personatge.
La pel·lícula no conté cap diàleg, el que permet que puga ser vista per qualsevol cultura, i es va utilitzar un instrument musical diferent per significar cada monjo.

## Crèdits
- Director: Xu Jingda (A Da)
- Guionista: Bao Lei
- Fotografia: You Yong
- Animació: Han Yu, Ma Kexuan, Fan Madi
- Música: Jin Fuzai

## Premis
- Va guanyar el premi a pel·lícula destacada del Ministeri de Cultura de la Xina.[2]
- Va guanyar el premi a la millor pel·lícula d'animació a la primera edició dels premis Jinji Jiang el 1981.
- Va guanyar quatre premis internacionals, destacant-ne un Ós de Plata al millor curtmetratge al 32 Festival Internacional de Cinema de Berlín el 1982.[3]